# Хеј Спрингс (Небраска)
Хеј Спрингс (енгл. Hay Springs) град је у америчкој савезној држави Небраска.

## Демографија
По попису из 2010. године број становника је 570, што је 82 (-12,6%) становника мање него 2000. године.
| Група             | 2000.       | 2010.       |
| Белци             | 586 (89,9%) | 520 (91,2%) |
| Афроамериканци    | 0 (0,0%)    | 0 (0,0%)    |
| Азијати           | 0 (0,0%)    | 0 (0,0%)    |
| Хиспаноамериканци | 15 (2,3%)   | 10 (1,8%)   |
| Укупно            | 652         | 570         |